# Річард Естес
Річард Естес (англ. Richard Estes; нар. 14 травня 1932) — американський художник, представник художнього напряму гіперреалізму, засновиком якого він є на рівні з Ральфом Гоінзом, Чаком Клоузом та Двеном Генсоном.

## Біографія
Родина Естес переїхала до Чикаго. У 1952—1956 роках Річард навчався у школі Чиказького інституту мистецтв. Прикладом для його творчості став спадок художників Едґара Деґа, Едварда Хоппера, який яскраво репрезентований у колекції інституту. Після завершення навчального курсу Естес переїхав до Нью-Йорку, де працював графіком на газетні видавництва й рекламні агенції. У 1962—1966 роках мешкав в Іспанії, де став фінансово забезпеченим чоловіком і зміг залишити щоденну працю.
На початку 1960-х років Естес зображав переважно середньостатистичних жителів великого міста, проте з 1967 року пише будівлі й вулиці, що відображаються в магазинних вітринах. Оскільки життя великого міста динамічне, змінюється впродовж дня, тому Естес фіксував його за допомогою фотоплівки. Щобільше, відтворення специфіки фотографії, детальне копіювання зафіксованого буденного життя міста стало характерною ознакою художнього методу Естеса та гіперреалізму загалом. Для Естеса було важливим, щоб основні будівлі й споруди на його картинах були впізнаваними, проте ефект передачі мінливого міського життя залишався.
У 1968 році відбулася персональна виставка Річарда Естеса в галереї Аллана Стоуна. Також його роботи виставлялися в Музеї мистецтва Метрополітен, Музеї американского мистецтва Вітні та Музеї Соломона Гуггенхайма.

## Особисте життя
Річард Естес є відкритим геєм.

## Творчість
«Я гадаю, популярне бачення творця як людини, що має велику пристрасть і ентузіазм і супер емоцію. Він просто віддає всього себе в один великий шедевр і втрачає свідомість від виснаження, коли він завершений. Це все насправді не так… Я гадаю, справжнє випробування — планувати щось і бути здатним дотримуватися плану до самого кінця. Не те щоб ти завжди був захопленим; ти просто повинен це зробити. Це не робиться на одній емоції; це робиться головою».